# Triptych (Album)
Triptych ist ein Jazzalbum von Matthias Lindermayr. Die um 2020 im Mastermix Studio, München entstandenen Aufnahmen erschienen 2021 als Langspielplatte auf dem Münchner Label Squama, als Download auf der Plattform Bandcamp.

## Hintergrund
Triptych ist das dritte Album des Trompeters Matthias Lindermayr nach seinem Quintett-Debüt mit Lang Tang (enja 2015) und Newborn (yellowbird 2018), ebenfalls in Quintettbesetzung. Er nahm das Album im Trio mit Philipp Schiepek (Gitarre) und Simon Popp (Perkussion) auf.

## Titelliste
- Matthias Lindermayr: Triptych (Squama – SQM012)[2]

A1 Sanctuary

A2 Triptych

A3 Lola

A4 Simmering

B1 February 19th

B2 First Steps

B3 A Long Day Out

B4 Farewell

## Rezeption
Tobias Stosiek meinte im Bayerischen Rundfunk, Lindermayr zeige viel Sinn für Melodie und genauso viel Lust aufs klangliche Experiment. Seinem raureifigen, entspannten Ton bleibe der Trompeter auch auf seiner dritten Platte treu. Zudem entstehe beim Hören oft der Eindruck, das Schiepek und Popp die Rollen tauschen; die Gitarre sorge für den Groove, das Drumset wiederum male aus, öffne den Raum, wische und sprenkle, schaffe Klangfarbe und Atmosphäre. Mit seiner bildhaften Musik öffne Triptych nicht nur Klang-, sondern auch Assoziationsräume.
Auch Oliver Schröder (Neolyd) lobt die „ausbalancierte Einfachheit“ des Trios: Hier würden Grenzen überschritten, nicht mit Knalleffekt und großer Show, sondern ganz subtil und selbstverständlich. Hingegen ist Selwyn Harris von Jazzwise skeptisch; für ihn spielt Lindermayr im Trio „unaufgeregten, introspektiven Jazz-Pop“, für den Tryptich nur zwei (von fünf) Sternen erhält; „ein wenig mehr als der gelegentliche, mit Amphetaminen angereicherte Bebop und abstrakte Klänge wären willkommen gewesen.“